# Hongfenghu
Hongfenghu (kinesiska: 红枫湖, 红枫湖镇) är en köping i Kina. Den ligger i provinsen Guizhou, i den sydvästra delen av landet, omkring 20 kilometer sydväst om provinshuvudstaden Guiyang. Antalet invånare är 43763. Befolkningen består av 21 369 kvinnor och 22 394 män. Barn under 15 år utgör 20,0 %, vuxna 15-64 år 70 %, och äldre över 65 år 9,0 %.